# Mouchard (Jura)
Mouchard é uma comuna francesa na região administrativa de Borgonha-Franco-Condado, no departamento de Jura. Estende-se por uma área de 6,18 km². Em 2010 a comuna tinha 1 395 habitantes (densidade: 225,7 hab./km²).